# Wiel Arets
Wiel Arets, né le 6 mai 1955 à Heerlen, Pays-Bas, est un architecte néerlandais.
Il établit son cabinet d’architecture Wiel Arets Architect & Associates à Heerlen en 1984. En 1996, il déménage celui-ci à Maastricht, et en 2004, une seconde agence est créée à Amsterdam ainsi qu’une succursale à Zurich en 2008.

## Biographie
Né en 1955, Wiel Arets est diplômé de l'université de technologie d'Eindhoven en 1983. De 1984 à 1989, il se consacrera aux voyages, fait d’abord en Europe, puis en Russie, en Amérique et enfin au Japon.
En 1986 il devient membre fondateur de la Wiederhall ; la  même année il devient professeur à l'École d'architecture d'Amsterdam et de Rotterdam, ou il restera jusqu’à 1989. En 1987 il recevra des prix importants tels que le prix Victor de Stuers pour le Tienda de Mode Beltgens, à Maastricht. En 1988 il reçoit le prix Charlotte Cohler et il commence, au même moment un master à l'Architectural Association, à Londres. En 1989, il reçoit le prix Rotterdam Maaskant. En 1991 et 1992 il est invité comme professeur à l'université Columbia à New York et recevra, dans les mêmes années, le prix Edmund Hustinx. 
À la fin de son enseignement à l'université Columbia, Arets sera par la suite professeur au Cooper Union à New York, puis à l'institut Berlage, il enseignera à l’École d'architecture de Rotterdam pendant deux ans.
En 1994 il intervient à l'Académie danoise des beaux-arts à Copenhague et à la Hochschule fur Angewandte Kunst, à Vienne. A l’Académie de l'art et de l'architecture à Maastricht il reçoit le prix Victor de Stuers, et une mention spéciale dans le Prix Mies Van Der Rohe. Toujours par l’Académie de l'art et de l'architecture à Maastricht, il reçoit le prix du Béton l’année suivante.

## Films
- “Perspectives” - 2011 Architecture Film Festival Rotterdam documentary world premiere (Le croquis documentaire croquis l'image  d'un architecte enthousiaste, ambitieux et inlassable travaillant(marchant) dans le monde entier)
- Exposition Biennale Venise 2002 : Arsenal internationale Exposition - Éducation Cinquièmes films - Utrecht University Library

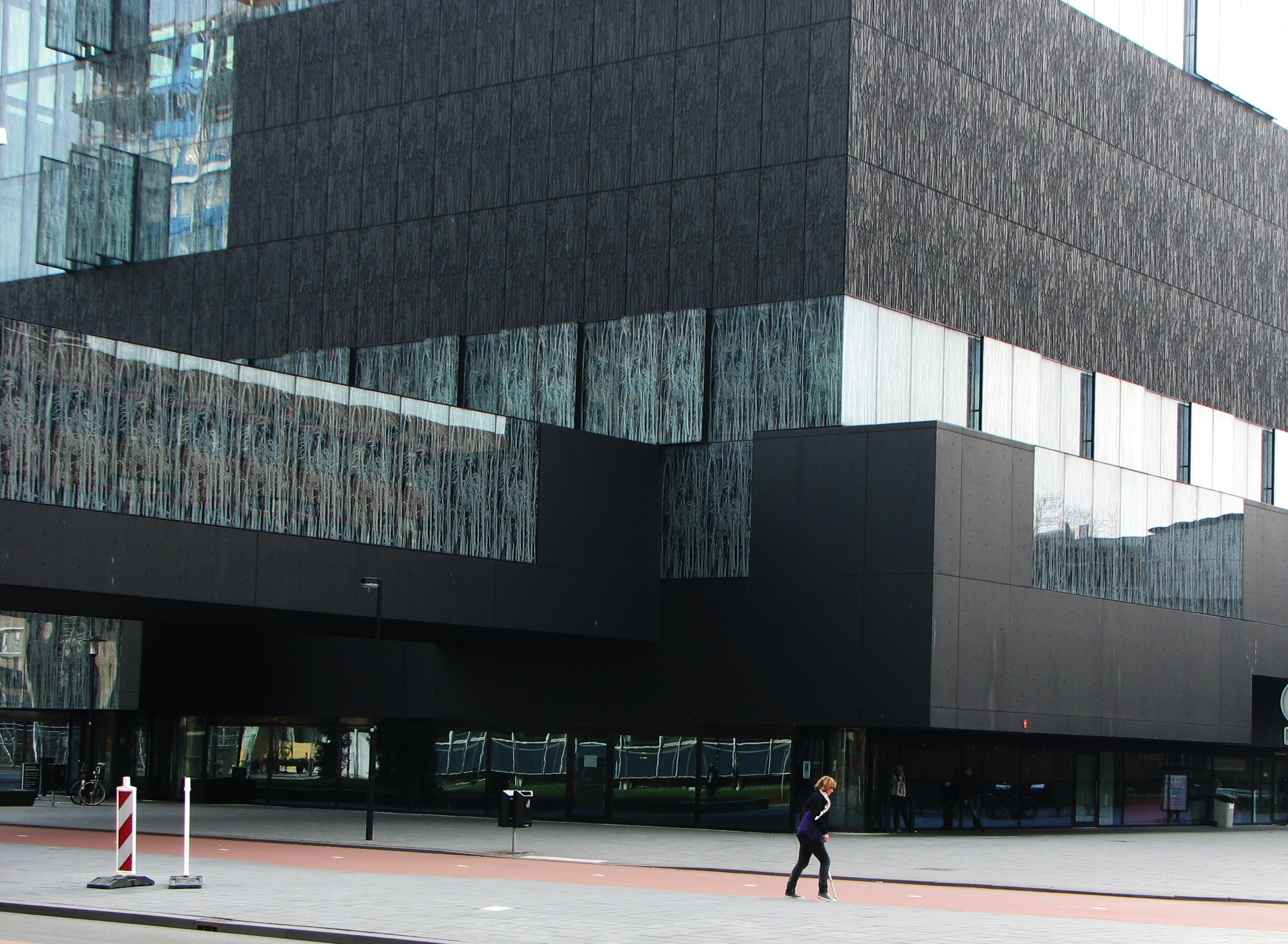
Bibliothèque de l'université d'Utrecht conçue par Wiel Arets

- Exposition Biennale Venise 2002: Arsenal internationale Exposition - Performance Premiers films - Stadium, Haarlem
- Exposition Biennale Venise 2002: Exposition - ATMOSPHÈRE Trentièmes films - The Europol, Hague Netherlands